# Campionato europeo di baseball 1977
Il campionato europeo di baseball 1977 è stato la quindicesima edizione del campionato continentale. Si svolse ad Haarlem, nei Paesi Bassi, dal 2 al 31 luglio, e fu vinto dall’Italia, alla sua terza affermazione in ambito europeo.

## Squadre partecipanti
- Belgio
- Italia
- Paesi Bassi
- Spagna
- Svezia

## Risultati

### Gruppo
|    | Team        | V - P | Pf - Ps | %     |
| -- | ----------- | ----- | ------- | ----- |
| 1. | Paesi Bassi | 4 - 0 | 58 - 9  | 1.000 |
| 2. | Italia      | 3 - 1 | 83 - 6  | 0.750 |
| 3. | Belgio      | 2 - 2 | 18 – 41 | 0.500 |
| 4. | Spagna      | 1 - 3 | 10 - 69 | 0.250 |
| 5. | Svezia      | 0 - 4 | 5 - 49  | 0.000 |

| Haarlem 1977 | Belgio | 0 – 27 | Italia |  |

| Haarlem 1977 | Spagna | 0 – 22 | Italia |  |

| Haarlem 1977 | Spagna | 1 – 30 | Paesi Bassi |  |

| Haarlem 1977 | Belgio | 2 – 12 | Paesi Bassi |  |

| Haarlem 1977 | Belgio | 2 – 1 | Svezia |  |

| Haarlem 1977 | Italia | 5 – 6 | Paesi Bassi |  |

| Haarlem 1977 | Spagna | 8 – 3 | Svezia |  |

| Haarlem 1977 | Paesi Bassi | 10 – 1 | Svezia |  |

| Haarlem 1977 | Belgio | 14 – 1 | Spagna |  |

| Haarlem 1977 | Italia | 29 – 0 | Svezia |  |

### Girone 3º/5º posto
|    | Team   | V - P | Pf - Ps | %     |
| -- | ------ | ----- | ------- | ----- |
| 1. | Belgio | 4 - 0 | 29 – 12 | 1.000 |
| 2. | Spagna | 1 - 3 | 13 – 25 | 0.250 |
| 3. | Svezia | 1 - 3 | 12 - 17 | 0.250 |

| Haarlem 1977 | Spagna | 0 – 2 | Svezia |  |

| Haarlem 1977 | Belgio | 6 – 4 | Spagna |  |

| Haarlem 1977 | Belgio | 7 – 6 | Svezia |  |

### Finale 1º/2º posto
| Haarlem 1977 | Paesi Bassi | 0 – 1 | Italia |  |

| Haarlem 1977 | Paesi Bassi | 1 – 4 | Italia |  |

| Haarlem 1977 | Paesi Bassi | 2 – 1 | Italia |  |

| Haarlem 1977 | Italia | 7 – 4 | Paesi Bassi |  |

## Classifica finale
| Campione d'Europa | Campione d'Europa | Campione d'Europa |
| ----------------- | ----------------- | ----------------- |
| Italia            |                   |                   |
| Argento           | Paesi Bassi       |                   |
| Bronzo            | Belgio            |                   |
| 4.                | Spagna            |                   |
| 5.                | Svezia            |                   |